# Олга Б. Марковић
Олга Марковић (Торонто, 24. фебруар 1940 — Торонто, 2. новембар 2024) била је српско-канадски пословни уредник, књижевник и историчар. Марковићева истраживачка интересовања обухватају емиграцију српских досељеника у Северну Америку.

## Биографија
Рођена је 24. фебруар 1940. године као једино дете оца Божидара и мајке Милице (рођ. Трумић). Њен отац је био један од оснивача Српске народне одбране у Канади и оснивач Гласа канадских Срба. Његов рад је у великој мери утицао на каријерни пут и истраживачка интересовања његове ћерке.
Олга је радила као пословни уредник и писац у новинској агенцији „Саутам”, али је такође била вредна у документовању искустава српских имиграната у Канади. Олга је 1965. године написала утицајну студију под насловом „Досељавање Срба у Канаду и њихове активности”. Њена књига се често цитира у социо-антрополошким студијама о имиграцији. Олга је написала безброј чланака на српском и енглеском језику у Гласу канадских Срба током шест деценија рада и била је сарадник Америчког и Канадског Србобрана и часописа „Serb World USA” (Српски свет САД) до 2023. године.
Олгин допринос јој је донео бројне награде, укључујући и Меморијалну награду Томаса Тарнера (1973), Сребрну јубиларну медаљу краљице Елизабете II (1977) и награду за личност године Српског националног савеза (1986).
Преминула је 2. новембра 2024. у 84. години у Торонту. Сахрањена је у кругу породице и пријатеља на торонтском гробљу Јорк, 7. новембра 2024. године.